# Santa Clara La Laguna
Santa Clara La Laguna è un comune del Guatemala facente parte del dipartimento di Sololá.